# 鳥師 (漫画)
『鳥師』（とりし）は、つげ義春による日本の漫画作品。1985年12月に、『comicばく7』（日本文芸社）に発表された短編漫画作品で連作シリーズ『無能の人』の第3話。つげ48歳の作品。「無能の人」シリーズは、『石を売る』『無能の人』『鳥師』『探石行』『カメラを売る』『蒸発』と全6作からなる。

## 解説
つげ義春の現在における最後の作品（断筆作）である『別離』（1987年6、9月）から逆に数えて7作目に当たる作品で、連作シリーズ『無能の人』を構成する作品のひとつ。滅多に人の来ない路地裏の和鳥専門のプライドの高い親父さんの経営する鳥屋と、その鳥屋に鳥を売りに来る謎の鳥師の話で、作者のユーモアのセンスが余すことなく発揮された代表作である。権藤晋は「完成度も高くシリーズ連作中の最高傑作」と評した。

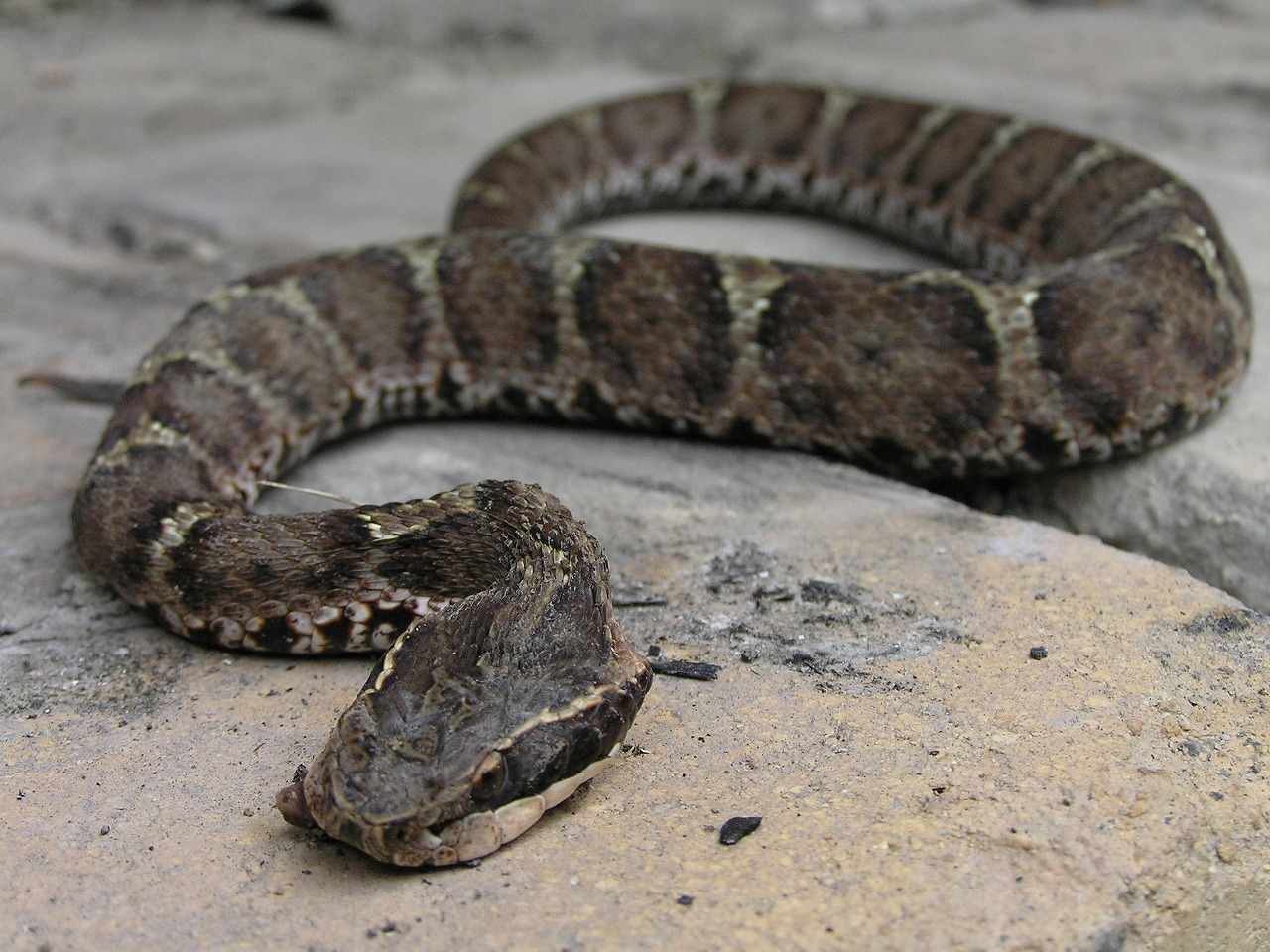
作中の富士見坂はマムシが多い「ヘビ山」として描かれる。実際に作者が散歩していた場所がモデルになっている。

構想は作品が描かれる7-8年前からあった。かつてそれらしき人物が、おかしな場所で弁当を食べている姿を、作者自身が目撃し、それが創作のヒントになった。鳥師が「蛇師」の手（第一関節が5本揃って直角に曲がる）でマムシを全て追い出してしまうエピソードは、作者が鳥に関する書物から引用したものである。作中に登場する「蛇屋の工藤」のモデルは、作者がカメラ売買をしていた時に取引していた実在する人物であり、『つげ義春日記』にも登場する元・蛇師である。作者との初対面は作品発表の4年後になる1979年7月24日。本名は加藤で、痩せて小柄な当時70歳くらいの老人であった。加藤は蛇酒を密造した後に古物商に転向した人物で他にも同作者の『カメラを売る』にも登場するほか、『つげ義春日記』にも実名で登場する。作中に登場する地名「富士見坂」は「ヘビ山」として描かれるが、調布の作者の自宅近くにマムシが多く生息する「蛇山」と呼ばれる場所が実際にあり、作者はよくこの場所を散歩していたらしい。しかしながら、ストーリーは全くの創作であり、実在する場所を意図的に使っている事に関して作者自身によれば、後で“研究家”が調査しやすいようにとのサービス、とのことである。つげはリアリティにこだわるため、作品の多くには、全くの創作である作品にも多く実在する地名を使っている。また、ヘビが登場する作品としては、ヘビが重要な役割を演じる『沼』がある。
作品は、薀蓄を語るための台詞が多く、ページ数が足りず、大コマを使えず苦心しているが、絵に密度が高く深まりも出ており、緊張感が高い。自伝的な作品に比し、観念が肥大することから、つげ自身の言葉を借りれば「すごい疲れ方」であったらしい。時代は“現在”を想定しているが、描かれている絵の雰囲気から昭和30-40年代を想定しているであろうとする批評がある。
ラスト近くの大割りのコマで、そこまで顔を描かれることのなかった鳥師が水門の上からマントの翼を広げて空へ飛び立ち、鳥屋の親父が「おらも連れていってくれえ」と叫ぶシーンは圧巻である,
と評する人がいる。

## あらすじ

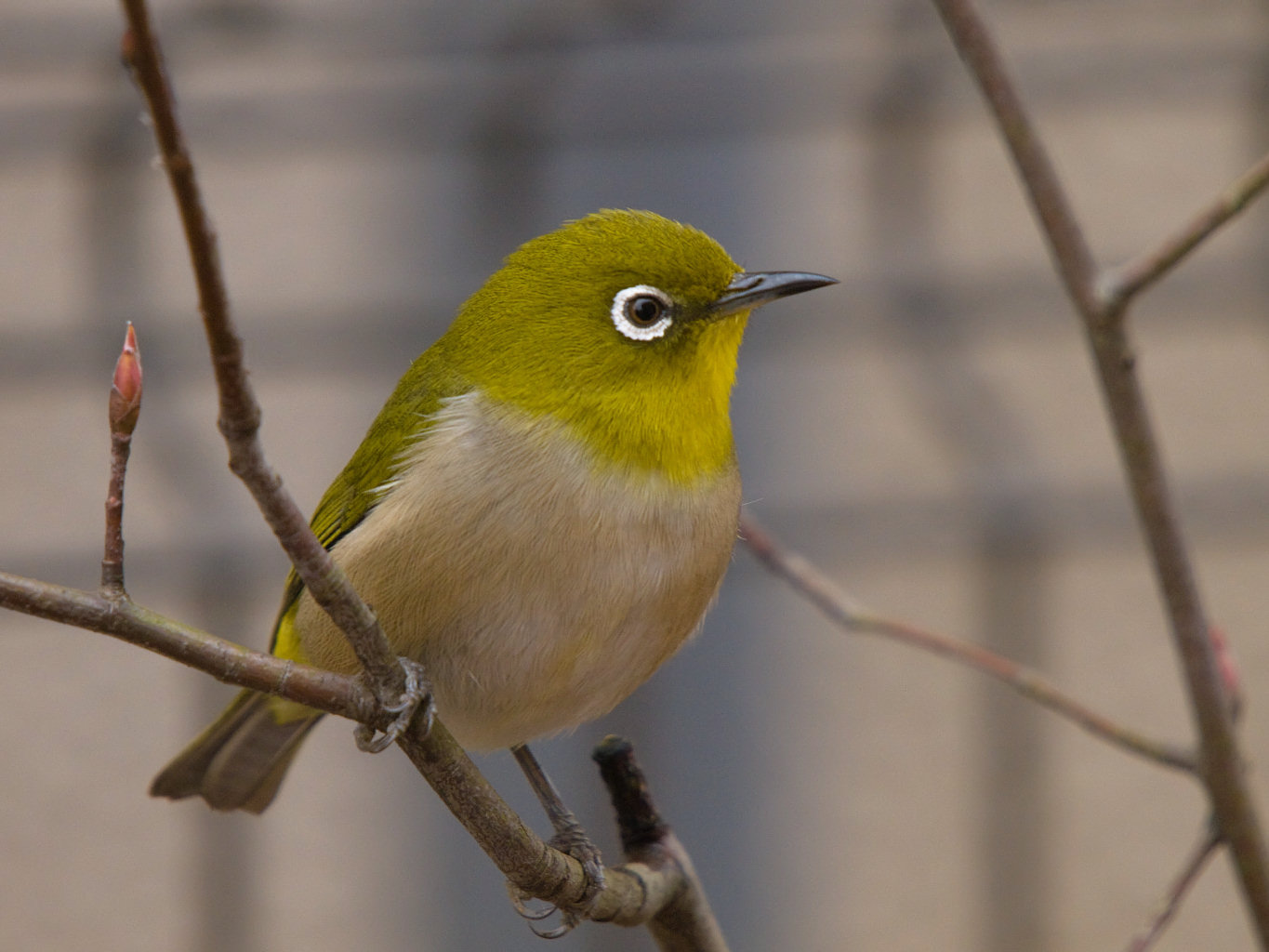
メジロ

助川は競輪場裏のいつも5、6羽しか鳥のいない鳥屋「暗原小鳥店」を訪ねた。ウグイス、ヒバリ、メジロなどの飼育の面倒な和鳥ばかりを扱い、未だにカスミ網などを売っている時代遅れな店だ。客の姿すら見たことはない。妻に家出され、時代に背を向ける主人に助川は共感を覚えていた。主人は20年前に出会ったという謎の鳥師の話を始めた。彼の捕獲したメジロの声は素晴らしく深山幽谷を髣髴させ、写低震わせ、魂を揺さぶるほどだった。鳥師がいた頃の鳥屋は噂を聞いた玄人集が集い、主人も得意の絶頂だった。しかし客も鳥師もいつしか姿を消した。
ある雨の日、鳥師はひどく弱って、シラサギを売りに来たが、主人は断った。それから4、5日して川原に出てみると、鳥師が水門の上でうずくまっていた。それは最初に見た時と同じように鳥のように見えた。親父さんは「これは飛ぶぞ」と思った。「飛べ、飛べ、飛ぶんだ！」親父さんは叫んでいた。鳥師は黒く大きなマントを広げ鳥のように飛び立った。親父さんは胸が熱くなり、涙をボロボロこぼしながら、叫んだ。
---「おらも連れて行ってくれえ」

## 作品の背景
この頃、つげは50代を目前にして老人の仲間入りをする支度にとりかかるべく「石」に関心を寄せているふりをする。それがけっこう楽しいという。そこから生まれたのが河原で石を売る話を中心とした『無能の人』シリーズであった。この『鳥師』はその第3話である。机に向かい仕事をするのは非常につらく気力も根気もなく、2，3コマ描くと横になるという調子であったため36枚のこの作品の完成には28日間かかっている。元来、絵を描くのは速く水木しげるの手伝いをしていた頃には重宝がられたが、この頃になると遅々としてはかどらないのは、年のために創作意欲が衰えたのではないかと感じる。

## 収録本
- 「無能の人」（日本文芸社）1987年7月（B5判 222頁 490円）
- 「無能の人」（日本文芸社）1988年5月（A5判 240頁 1300円）
- 「無能の人・日の戯れ」(新潮文庫) 1998年3月